# یاسین جبور
یاسین جبور (انگلیسی: Yassine Jebbour؛ زاده ۲۴ ژانویهٔ ۱۹۹۱) یک بازیکن فوتبال اهل فرانسه است.
وی همچنین در تیم ملی فوتبال مراکش بازی کرده است.